# Agonita vicina
Agonita vicina es un insecto coleóptero de la familia Chrysomelidae.
Fue descrita científicamente por primera vez en 1935 por Uhmann.